# Chlorophorus nivipictus
Chlorophorus nivipictus là một loài bọ cánh cứng trong họ Cerambycidae.